# Heart Like a Wheel/Old Town
"Heart Like A Wheel"/"Old Town" é um compacto da banda The Corrs do quinto álbum de estúdio da banda, Home, lançado em 2005. "Heart Like a Wheel" é uma cover de Kate & Anna McGarrigle, e "Old Town" é uma cover da canção de Phil Lynott.

## Lista de faixas
1. "Heart Like A Wheel"
2. "Old Town"

## Desempenho nas paradas musicais
| Parada              | Melhor posição |
| ------------------- | -------------- |
| Irish Singles Chart | 49             |
| UK Singles Chart    | 68             |